# Lucrezia Orsina Vizzana
Lucrezia Orsina Vizzana, född 3 juli 1590, död 7 maj 1662, var en italiensk kompositör. Hon producerade främst solo- och duettsång för liturgiska tillfällen. 